# جو روبنسون
جو روبنسون (بالإنجليزية: Joe Robinson)‏ هو لاعب كاراتيه ومصارع محترف وممثل بريطاني، ولد في 31 مايو 1927 في المملكة المتحدة، وتوفي بنفس المكان في 3 يوليو 2017.

## أعمال

### أفلام
- (1971) الماس للأبد[7]

## وصلات خارجية
- جو روبنسون على موقع IMDb (الإنجليزية)
- جو روبنسون على موقع روتن توميتوز (الإنجليزية)
- جو روبنسون على موقع ألو سيني (الفرنسية)
- جو روبنسون على موقع أول موفي (الإنجليزية)
- جو روبنسون على موقع قاعدة بيانات الأفلام السويدية (السويدية)
- جو روبنسون على موقع قاعدة بيانات الفيلم (الإنجليزية)